# Гоглі
Го́глі (рос. Гогли) — присілок у складі Нагорського району Кіровської області, Росія. Входить до складу Чеглаківського сільського поселення.
Населення становить 58 осіб (2010, 94 у 2002).
Національний склад станом на 2002 рік — росіяни 98 %.